# トト (オカピ)
トト（2006年8月2日 - 2023年7月8日）は、神奈川県横浜市のよこはま動物園ズーラシアで生まれ、東京都台東区の恩賜上野動物園で飼育されていたオスのオカピである。父はホダーリ、母はピッピ。キィァンガとレイラの孫にあたる。2014年12月10日に誕生したララは実妹である。

## 生涯
2006年8月2日によこはま動物園ズーラシアで生まれる。同動物園で3世代繁殖に成功した形で誕生した初のオカピだった。
2018年5月に金沢動物園に移動。
2020年11月30日、アメリカ動物園水族館協会の繁殖計画にもとづき、繁殖を目的とした貸借契約（ブリーディングローン）によって横浜市立金沢動物園から来園した。
2023年7月8日に腹膜炎で死亡した。同園で飼育するオカピの中では最後に逝去した。トトの死後、2023年8月現在、同動物園で飼育しているオカピはいなくなり、日本国内でオカピに会える動物園はよこはま動物園ズーラシアと横浜市立金沢動物園の2か所となった。